# 玉带乡
玉带乡，是中华人民共和国四川省达州市万源市下辖的一个乡镇级行政单位。

## 行政区划
玉带乡下辖以下地区：
柏林村、蒙家寨村、下启山村、曹家山村、太平坎村、土坝坪村和茶园河村。